# Польовий (Домбаровський район)
Польови́й (рос. Полевой) — селище у складі Домбаровського району Оренбурзької області, Росія.

## Населення
Населення — 814 осіб (2010; 1065 у 2002).
Національний склад (станом на 2002 рік):
- казахи — 56 %
- росіяни — 27 %